# Miruksza
A Miruksza (hangul: 미륵사, handzsa: 彌勒寺, RR: Mireuksa, ’Maitreja-templom’) Dél-Korea Észak-Csolla (Jeolla) tartományában, Ikszan (Iksan) városában található Pekcse (Baekje)-kori buddhista templom, melynek mára csak maradványai találhatóak. 1997-ben a templom területén felszínre hozott leletekből múzeumot hoztak létre, ahol 19 363 kiállítási tárgy tekinthető meg.

## Története

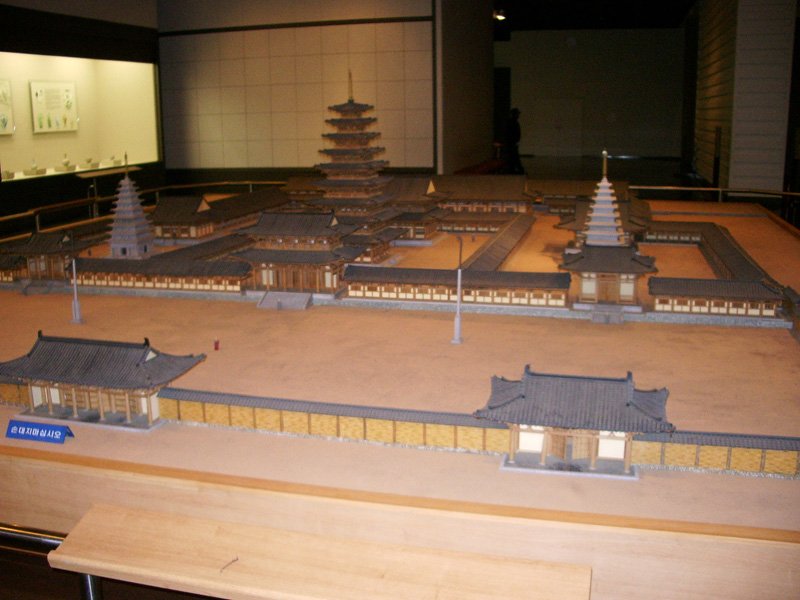
Miruksza (Mireuksa) rekonstruált modellje

Valamikor a hetedik században épült, Mu király (600–641) idejében, az avató ceremóniát 639-ben végezték egy fennmaradt dokumentum tanúsága szerint. Pekcse (Bakeje) legnagyobb temploma volt és jóval a királyság bukását követően is virágzott, az itt talált, Egyesített Silla-korabeli relikviák ezt bizonyítják. Újjáépítését követően a Korjo (Goryeo)-korban is működött még. A Csoszon (Joseon)-kori leletek tanúsága szerint a templom területének mérete jelentősen csökkent, ami mutatja, hogy a Csoszon-királyok a konfucianizmust preferálták a buddhizmussal szemben. A japán megszállást (1592–98) követően a templomot elhagyták a szerzetesek, amit követően az épületek, pagodák állapota megromlott, majd szinte minden épület eltűnt.

## A megmaradt pagoda
A megmaradt nyugati pagoda restaurálását a 2000-es évek végén megkezdték, a keleti pagodát pedig az 1993-ban rekonstruálták. A nyugati pagoda kilencszintes lehetett, ebből hat szint maradt meg, ami 14,2 méter magas. Fénykorában Kelet-Ázsia legmagasabb kőpagodája lehetett. Valószínűleg a híres pekcsei (baekjei) mesterember, Abidzsi (Abiji) munkája.

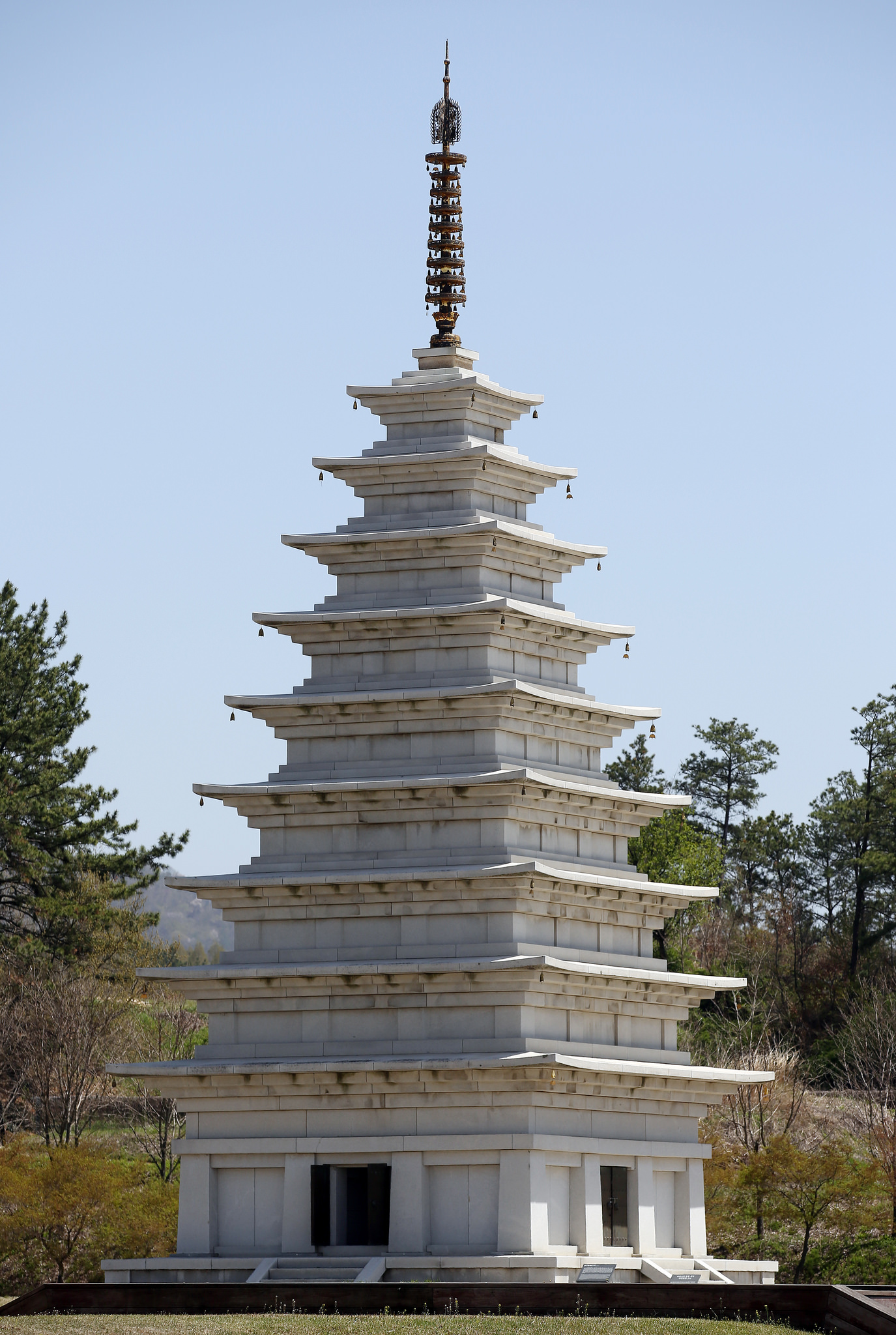
A restaurált keleti pagoda